# William Sistrom
William „Billy“ Sistrom (* 19. März 1884 in Lincolnshire, England; † 3. März 1972 in den Vereinigten Staaten) war ein britischer Filmproduzent.

## Leben
Er begann seine Arbeit in der Filmbranche bei Universal Pictures und ging 1935 zu RKO, wo er an der filmischen Umsetzung Leslie Charteris’ Werk „The Saint in New York“ beteiligt war. Er produzierte zwischen 1930 und 1949 dreißig britische und US-amerikanische Filme.
Sistrom war auch als Studiomanager tätig. Von 1925 an war er für eine Zeit lang Studioleiter der Hollywood Center Studios.
Sistrom hatte zwei Söhne, die in den Vereinigten Staaten geboren wurden; Mikrobiologe William und Hollywood-Produzent Joseph.
Er heiratete die Schauspielerin Rosalyn Boulter, als er 68 und sie 36 war. Boulters Tochter Carol Haynes Johnson, die acht Jahre alt war, als die beiden heirateten, beschrieb William Sistrom als „freundlich, liebend, gebend. I habe ihn immer 'Daddy' genannt. Daddy kam in unser Leben, als ich ungefähr vier war.“ Nach der Hochzeit zog sich William zurück und die Familie ging nach Phoenix, Arizona, wo Sistrom noch eine Zeit lang eine Truthahnfarm managte.

## Filmografie (Auswahl)
- 1926: Young April
- 1927: The Angel of Broadway
- 1930: The Fall Guy
- 1930: Runaway Bride
- 1931: Charlie Chan – Der Tod ist ein schwarzes Kamel (The Black Camel)
- 1931: The Spider
- 1932: The Crocked Circle
- 1935: A Dog of Flanders
- 1936: Bunker Bean
- 1938: The Saint in New York
- 1938: I’m From the City
- 1943: Escape to Danger
- 1944: Mr. Emmanuel
- 1943: The Saint Meets the Tiger
- 1941: Dangerous Moonlight
- 1947: Der kupferne Berg (Hungry Hill)
- 1949: Woman Hater